# Smultrongrundet, Raseborg
Smultrongrundet är en ö i Finland.   Den ligger i kommunen Raseborg i den ekonomiska regionen  Raseborg  och landskapet Nyland, i den södra delen av landet, 90 km väster om huvudstaden Helsingfors. Hamnen Östersjö Port ligger på smultrongrundet, hamnen har 220 båtplatser och ägs av Östersjö Port AB.